# Toni Collette
Antonia (Toni) Collette  (Blacktown (New South Wales), 1 november 1972) is een Australisch actrice. Ze werd voor haar rol als moeder van een moeilijk handelbaar kind in de film The Sixth Sense in 2000 voor een Academy Award genomineerd. Tevens werd ze meermaals genomineerd voor onder meer een BAFTA Award, een Golden Globe en een Satellite Award.
Collette won in 1994, 1996, 1998, 2003 en 2008 een Australian Film Institute Awards. Een hiervan was voor de beste vrouwelijke hoofdrol in Muriel's Wedding (1994), een rol waarvoor ze achttien kilogram moest aankomen in zeven weken. Een dergelijke drastische gewichtsschommeling onderging ze in 2005 nog eens voor In Her Shoes.
Afgezien van een paar eenmalige gastrolletjes in televisieseries, bestond Collettes carrière tot 2009 volledig uit filmrollen. Daarin kwam verandering toen ze in januari van dat jaar het titelpersonage in de serie United States of Tara ging spelen.
Collette trouwde in januari 2003 met muzikant Dave Galafassi, met wie ze een dochter en een zoon heeft. Ze woont met haar gezin in Sydney.

## Filmografie
- Mickey 17 (2025) - Gwen Johanson
- Mafia Mamma (2022) - Kristin
- Nightmare Alley (2021) - Zeena Krumbein
- Stowaway (2021) - Marina Barnett
- I'm Thinking of Ending Things (2020) - Moeder
- Knives Out  (2019) - Joni Thrombey
- Hereditary (2018) - Annie Graham
- Unlocked (2017) - Emily Knowles
- xXx: Return of Xander Cage (2017) - Jane Marke
- Miss You Already (2015) - Milly
- A Long Way Down (2014) - Maureen Thompson
- Glassland (2014) - Jean
- Hector and the Search for Happiness (2014) - Agnes
- The Way Way Back (2013) - Pam
- Hitchcock (2012) - Peggy Robertson
- Jesus Henry Christ (2012) - Patricia Herman
- Mary and Max (2009) - Mary Daisy Dinkle (stem)
- Hey Hey It's Esther Blueburger (2008) - Mary
- The Black Balloon (2008) - Maggie Mollison
- Towelhead (2007) - Melina Hines
- Evening (2007) - Nina Mars
- The Dead Girl (2006) - Arden
- Little Miss Sunshine (2006) - Sheryl
- Like Minds (2006) - Sally Rowe
- The Night Listener (2006) - Donna
- In Her Shoes (2005) - Rose Feller
- The Last Shot (2004) - Emily French
- Connie and Carla (2004) - Carla
- Japanese Story (2003) - Sandy Edwards
- The Hours (2002) - Kitty Barlowe
- Dirty Deeds (2002) - Sharon
- About a Boy (2002) - Fiona Brewer
- Changing Lanes (2002) - Michelle
- The Magic Pudding (2000) - Meg Bluegum (stem)
- Hotel Splendide (2000) - Kath
- Shaft (2000) - Diane Palmieri
- The Sixth Sense (1999) - Lynn Sear
- 8½ Women (1999) - Griselda/Sister Concordia
- Velvet Goldmine (1998) - Mandy Slade
- The Boys (1998) - Michelle
- Diana & Me (1997) - Diana Spencer
- The James Gang (1997) - Julia Armstrong
- Clockwatchers (1997) - Iris Chapman
- Emma (1996) - Harriet Smith
- The Pallbearer (1996) - Cynthia
- Così (1996) - Julie
- Lilian's Story (1996) - jonge versie Lilian Singer
- Muriel's Wedding (1994) - Muriel Heslop/Marial Heslop-Van Arckle
- This Marching Girl Thing (1994) - Cindy
- Arabian Knight (1993) - Zuster/Goede heks
- Spotswood (1992) - Wendy Robinson

## Televisieseries
*Exclusief eenmalige gastrollen
- The Power (2023) - Margot Cleary
- Pieces of Her (2022) - Laura Oliver
- Unbelievable (2019) - Grace Rasmussen
- Hostages (2013-2014) - Ellen Sanders
- United States of Tara (2009-2011) - Tara Gregson